# The Walking Dead: Season Two
The Walking Dead: Season Two — эпизодическая графическая приключенческая игра по мотивам комикса Роберта Киркмана «Ходячие мертвецы», продолжение первого сезона The Walking Dead. Игра разработана и издана студией Telltale Games.
Второй сезон игры продолжает историю Клементины, девочки из Атланты, осиротевшей во время зомби-апокалипсиса. Действие первого эпизода второго сезона начинается спустя несколько месяцев и продолжается спустя более 2-х лет после конца событий 5-го эпизода 1 сезона.
Skybound Entertainment объявило о третьем сезоне игры, выпуск которого состоялся в декабре 2016.

## Игровой процесс
Игровой процесс аналогичен предыдущей игре серии. Игрок, управляя персонажем, исследует окружающий мир и взаимодействует с элементами локации, а также собирает и использует различные предметы. Игрок может инициировать переговоры с неигровыми персонажами через систему выбора. При диалогах игроку предлагается несколько вариантов ответа, за отведённое время игрок должен сделать выбор. Если игрок не выбирает ни один из вариантов, по истечении времени персонаж ничего не скажет. Выбор может повлиять на то, как будут реагировать на ваши действия другие персонажи, что впоследствии отразится на сюжете. Также присутствуют QTE сцены, во время которых игрок должен быстро выполнить какие-либо действия (например, быстро нажимать определённые клавиши/кнопки). Если игрок не успеет или неправильно нажмёт на нужные комбинации, персонаж погибнет, а сама игра перезапустится с начала таких сцен. Также могут быть сцены, которые потребуют от игрока сделать ключевое решение в ограниченный промежуток времени. Например, выбрать, кого спасти от нападения «ходячих».
Выбор и действия игрока будут влиять на сюжетные элементы в более поздних эпизодах, например, персонаж которого не спас игрок, больше не появится. Второй сезон включает в себя решения игрока из первого сезона и DLC 400 дней, благодаря импорту сохранений. В случае, если игра не найдёт сохранения из первого сезона, то она предложит сгенерировать их случайным образом.

### Графика
Игра имеет картинку, стилистически похожую на рисунок комикса, созданный с помощью сэл-шейдинга. Работа авторов была вдохновлена рисунками Чарли Адлерда, художника оригинального комикса. Стиль игрового интерфейса изменился и стал похожим на другую игру студии The Wolf Among Us.

## Сюжет

### Эпизод 1 — «Всё, что осталось»
| Сводный рейтинг       | Сводный рейтинг                          |
| Агрегатор             | Оценка                                   |
| --------------------- | ---------------------------------------- |
| GameRankings          | 78,76 %                                  |
| Metacritic            | 78/100 (PC), 82/100 (PS3), 80/100 (Xbox) |
| Иноязычные издания    |                                          |
| Издание               | Оценка                                   |
| IGN                   | 8,0/10                                   |
| Joystiq               | [ 15 ]                                   |
| Русскоязычные издания |                                          |
| Издание               | Оценка                                   |
| PlayGround.ru         | 8,1/10                                   |
| «Игромания»           | 8,5/10                                   |
| «Канобу»              | 7/10                                     |

Спустя 8 месяцев после Саванны и гибели Ли Клементина, воссоединившись с Кристой и Омидом, блуждает с ними по миру и в конечном итоге натыкается на заброшенную заправку «Гилс-Питстоп» (из дополнения «400 дней»). Клементина заходит в уборную, но через некоторое время на неё нападает некая Мишель, чтобы обокрасть девочку. Она отнимает пистолет Клементины и случайно застреливает Омида, после чего её застреливает убитая горем Криста.
Проходит полтора года. Клементина, которой теперь одиннадцать лет, и Криста бродят по территории Северной Каролины. Ещё не отошедшая от горя после гибели Омида и потери их общего ребёнка Криста обучает Клементину выживать. Криста всё чаще заводит разговор о том, что им нужно идти на север в Веллингтон в штате Огайо — ходят слухи, что это гигантская община, в которой люди живут в безопасности. На героинь совершают нападение местные мародёры, которые вынуждают девушек разделиться. Отбившись от одного из нападавших, Клементина падает в реку и теряет сознание. Она приходит в себя на следующий день и натыкается на одичавшего пса по кличке Сэм, который отводит её к бывшему лагерю его хозяев. Клементина находит еду, но пёс тоже хочет есть. В борьбе за пропитание, пёс кусает Клементину, но вскоре сам попадает на острые штыри. Раненого пса можно либо убить, либо оставить умирать.
Клементина уходит глубже в лес и снова подвергается нападению зомби, но её спасают два незнакомца, Пит и его племянник Люк. Они замечают укус у девочки, оставленный Сэмом, и решают, что это укус зомби, но всё же не осмеливаются бросить девочку в лесу. Мужчины отводят Клементину к своей группе, и, несмотря на уговоры той, что её укусила собака, придерживаются исходного мнения. Лидер группы, Карлос, предлагает запереть Клементину в сарае и посмотреть, начнётся у чужачки лихорадка или нет, чтобы проверить, действительно ли её покусали зомби. Ночью Клементина самостоятельно покидает сарай и проникает в дом в поисках средств для лечения укуса. Обследуя дом она замечает некоторые детали: во-первых, в доме помимо Карлоса ещё живут его дочь-подросток Сара, беременная женщина Ребекка с её мужем Элвином (Клементина может подслушать её переживания о том, что ребёнок вовсе не от Элвина) и Пит с его племянниками Люком и Ником; во-вторых, из подслушанных разговоров Клементина выясняет, что эта группа людей прячется в доме от кого-то. Вернувшись в сарай, Клементина зашивает рану, после чего в сарай проникает зомби, которого девочка убивает молотком. На шум приходят люди из дома и забирают Клементину с собой. Карлос подтверждает, что укус действительно был собачьим. Люк извиняется перед Клементиной и приносит ей ужин. Группа решает всё же оставить девочку на какое-то время у себя.
На следующий день Клементина идёт к реке с Питом и Ником, где они находят мёртвые тела. Одним из них является Роман из дополнения «400 дней». Там же Клементина обнаруживает свой рюкзак и ещё живого мужчину, Виктора, который был в числе бандитов, напавших на них с Кристой. Она спрашивает его про Кристу, но он умирает. Далее на берег приходят зомби, после чего они кусают Пита и окружают Ника. Кому из двух выживших помочь, решает игрок. Если он выберет Пита, то Ник во время атаки скроется в лесу. Если он выберет Ника, то Пита съедят ходячие. Вместе с выжившим Клементина убегает в лес.

### Эпизод 2 — «Меж двух огней»
| Сводный рейтинг       | Сводный рейтинг                        |
| Агрегатор             | Оценка                                 |
| --------------------- | -------------------------------------- |
| GameRankings          | 81,39 %                                |
| Metacritic            | 81/100 (PC) 82/100 (PS3) 80/100 (Xbox) |
| Иноязычные издания    |                                        |
| Издание               | Оценка                                 |
| IGN                   | 9,5/10                                 |
| Joystiq               | [ 24 ]                                 |
| Русскоязычные издания |                                        |
| Издание               | Оценка                                 |
| «Канобу»              | 6/10                                   |

Если Клементина спасла Ника, то они до вечера прячутся в домике, где ранее производился самогон, а если Пита — они скрываются в мини-трейлере, и Пит всерьёз подумывает отрезать укушенную ногу. В любом случае Клементина спасается в одиночку и добирается до дома группы, где её встречают Карлос и Ребекка, позже уходящие искать Ника/Пита и Люка с Элвином, ушедших на поиски чуть ранее. Клементина остаётся вместе с Сарой, как вдруг в дом приходит незнакомец, представившийся Биллом, который интересуется Карлосом и его группой. Игрок может отнестись к нему либо положительно, либо негативно. В любом случае Билл осматривает дом (Сару он не видит, потому что та прячется) и уходит, на прощание дав Клементине понять, что раскусил её.
Когда возвращаются взрослые, то Клементина, описав внешность визитёра, узнаёт от них, что это Уильям Карвер — глава большой общины, из которой Карлос и его группа сбежали некоторое время назад, не выдержав тамошнего деспотизма. Группа решает отправиться на север. Через пять дней группа добирается до Голубого хребта в штате Виргиния. Клементина и Люк идут вперёд на разведку и пытаются преодолеть большой, но весьма обветшавший мост. После битвы с ходячими они встречают мужчину, который предлагает им помощь, но вдруг появляется Ник и, думая, что незнакомец опасен для его друзей, убивает его. Группа Карлоса достигает домика-базы горнолыжного курорта «Лунная Звезда», где планирует провести ночь. Там Клементина неожиданно встречает Кенни из первого сезона. Тот рассказывает ей, что ему тоже удалось выбраться из Саванны и он какое-то время бедствовал, но его спасла его теперешняя любовница Сарита, вместе с которой он организовал новую группу, в которую входят ещё Уолтер и Мэттью.
Тем временем, к дому подходит Бонни (из эпизода «400 дней»), просящая еды, которой Уолтер с ней бескорыстно делится. Люк отзывает Клементину, рассказав, что нашёл в доме фотографию с изображением Мэттью и Уолтера и говоря, что Мэттью — это тот парень, убитый на мосту. Эту новость можно как рассказать, так и скрыть от Ника. В любом случае Люк попросит Клементину спрятать найденный нож Мэттью, но поздно — его уже обнаружил Уолтер. Он догадывается о происшествии на мосту и спрашивает девочку про Ника. Можно сказать правду, что Ник плохой человек, а можно соврать, что он хороший. Объяснения Клементины прерываются, потому что сначала базу атакуют зомби (привлечённые звуком ветряка), во время чего может погибнуть Ник, а затем туда заявляются вооружённые автоматами Карвер со своей группой (в их числе и Бонни). Карвер берёт в заложники всех, кроме Кенни и Люка, которые в это время были на улице, и Клементины, Элвина и Ребекки, которые прячутся наверху. Из реплик Карвера выясняется, что он думает, что это он является отцом ребёнка Ребеки, поэтому в первую очередь он хочет вернуть Ребекку. Клементина может пойти искать Люка и Кенни, в итоге обнаружив последнего, который отстреливает людей из напавшей группы, а может уговорить Элвина и Ребекку сдаться, поскольку на кону стоит жизнь Карлоса. В любом случае, Карвер казнит Уолтера и может убить Элвина. Всё завершится тем, что вся группа окажется у него в заложниках и только Люку удастся улизнуть.

### Эпизод 3 — «Тернистый путь»
| Сводный рейтинг       | Сводный рейтинг                        |
| Агрегатор             | Оценка                                 |
| --------------------- | -------------------------------------- |
| GameRankings          | 82,22 % (PC) 82,25 % (X360)            |
| Metacritic            | 83/100 (PC) 80/100 (PS3) 87/100 (Xbox) |
| Иноязычные издания    |                                        |
| Издание               | Оценка                                 |
| IGN                   | 9,0/10                                 |
| Joystiq               | [ 32 ]                                 |
| Русскоязычные издания |                                        |
| Издание               | Оценка                                 |
| «Канобу»              | 8/10                                   |

Героев везут в грузовике и Кенни, после недолгих раздумий, решает продолжать сопротивляться. Группа Карлоса пытается отговорить его, потому что, по их словам, он может только усугубить ситуацию, так как Карвер является очень опасным человеком. Всю группу привозят в общину Карвера, которая располагается в здании торгового центра «Оборудование Хоу» в штате Теннесси. По этой причине община очень большая — среди работающих на Карвера людей показаны Тавия и те самые люди, которые согласились пойти с ней в эпизоде «400 дней». Группу ведут на карантин в импровизированную «полутюрьму», по пути забрав Карлоса и Элвина (если он не погиб в предыдущем эпизоде). Там Клементина и её друзья встречаются со старым другом беженцев, Реджи, который сбежал тогда вместе с ними, но получил травму и в итоге был схвачен Карвером. Помимо него в лазарете находятся ещё два человека — немногословные Майк и Джейн (последнюю, по словам Реджи, нашли возле стен здания, где она бродила, будучи вымазанной кровью зомби).
На следующий день Карвер в грубой форме начинает рассказывать инструкции, правила и обязанности — выясняется, что все жители общины должны приносить какую-то пользу и быть в то же время преданными Карверу. Клементину направляют в арсенал, к Бонни, снаряжать магазины патронами. Во время разговора, Бонни, извинившись за подлог, в знак доброй воли, даёт ей цветную курточку, поскольку наступает холодное время года, и пытается убедить Клементину, что Карвер не так жесток, как кажется (Реджи придерживается аналогичного мнения, указывая, что Карвер не убил его за попытку побега). Затем Клементину отправляют к Реджи в теплицы, расположенные на крыше. Там же находится Сара, которая сидит в углу, ещё не оправившись от шока — во время летучки Карвер заставил Карлоса ударить дочь по лицу, потому что она невнимательно слушала. Реджи просит девочек обрезать сгнившие отростки растений. У игрока есть выбор: либо помочь Саре, и при этом не выполнить свою работу, либо всё сделать самостоятельно, а Сару оставить наедине с собой. В любом случае, приходит Карвер, и, заметив, что у одной из девочек работа не идёт, просит Клементину и Сару оставить их с Реджи ненадолго наедине. Девочки выходят, а затем выходит, пятясь, Реджи, в панике извиняясь, а на него надвигается Карвер. Карвер вынуждает Реджи отступить до края крыши, а затем просто сталкивает его вниз.
Затем он отправляет Клементину обратно к Бонни. Клементина рассказывает ей про Реджи, после чего та, отказываясь верить, говорит, что ей нужно провести своё небольшое расследование. Через какое-то время Клементина находит в одном из наружных павильонов затаившегося Люка. Тот сообщает, что тайком следил за ними и ему чудом удалось пробраться внутрь периметра, но главное не это: к общине приближается большое стадо зомби и оно гораздо больше, чем те, что видел здесь Люк до этого, и у него есть опасения, что оборона общины не выдержит такого наплыва. Поэтому он предлагает план: он поможет сбежать, но для этого Клементина должна раздобыть ему рацию, чтобы он мог сообщать месторасположение охранников. Пообещав сделать это, Клементина выходит из магазина комиксов. Её как раз ищет Трой, который грубо отсылает Клементину к Карверу.
Ночью группа обсуждает план и приходит к заключению: Клементина, как самая маленькая и юркая, проберётся на склад, где на ночь ставят рации на подзарядку, а в час побега они все вымажутся кровью зомби, чтобы пробраться через их толпу. Клементина благополучно находит две рации, но на следующий день, ещё до того, как она доберётся до убежища Люка, последний оказывается схвачен Карвером. Карвер требует, чтобы ему вернули рации. Кенни незаметно забирает рацию из кармана Клементины, сказав, что это был он. Несмотря на обещание, Карвер жестоко избивает его. Бонни уводит Карвера, после чего коротко говорит, что они все бегут сегодня же ночью — ранее выяснилось, что Бонни аналогично тогда собиралась сбежать с группой Карлоса, но в последний момент передумала, и что когда она спросила Карвера о смерти Реджи, то его реакция была такой, что она быстро поняла, что всё, что говорили про Карвера, было правдой. Карлос и Сарита выхаживают Кенни, но удары Карвера повредили ему левый глаз. Разрабатывается новый план — Клементина проникает в офис Карвера через крышу и запускает в громкоговорители музыку, которая привлекает стадо зомби, благодаря чему охрана отвлечётся на них. Если Элвин выжил в предыдущем эпизоде, то Клементина находит его избитым в офисе. Элвин говорит, что всё равно не жилец с такими травмами, и просит Клементину заботится о Ребекке и их ребёнке. Клементина выбирается из офиса и видит, как Элвина убивает Ханк, другой подручный Карвера.
Клементина добирается до своих и видит, как их взял на прицел Карвер. Благодаря Клементине Карвера удаётся скрутить. Ребекка узнаёт, что Элвин погиб, после чего просит Кенни убить Карвера. Кенни стреляет Карверу в ноги, говоря всем уйти, так как им лучше не видеть того, что будет. У игрока есть выбор: посмотреть на весьма брутальное убийство Карвера или же уйти. Вне зависимости от выбора, Клементина оказывается на улице. Опечаленная Сарита говорит ей, что Кенни не похож на того, каким она его знала раньше. Группа убивает несколько ходячих и обмазывается потрохами. Вся группа уже готова, как вдруг сзади появляется вооружённый Трой. Джейн начинает уговаривать присоединится к ним, тем временем подходя к нему вплотную. Она ранит его из пистолета в пах, оставляя Троя в качестве приманки для наседающих мертвецов. Группа двигается вперёд. Карлос, ведущий за собой паникующую Сару, просит Клементину успокоить её. В этот момент шальная пуля со стороны отстреливающихся от стада охранников попадает Карлосу в горло. Ходячие набрасываются на него. Сара с криком скрывается в толпе мертвецов, потеряв свои очки. В поисках Сары, Клементина видит, что Сариту укусил ходячий за ладонь. Вновь встаёт выбор, последний в этом эпизоде: убить ходячего, или отрубить Сарите руку. В последнем случае, Клементина отрубает топориком руку Сарите, и, эпизод заканчивается её душераздирающим воплем.

### Эпизод 4 — «Среди руин»
| Сводный рейтинг    | Сводный рейтинг                        |
| Агрегатор          | Оценка                                 |
| ------------------ | -------------------------------------- |
| GameRankings       | 78,58 %                                |
| Metacritic         | 79/100 (PC) 74/100 (PS3) 74/100 (Xbox) |
| Иноязычные издания |                                        |
| Издание            | Оценка                                 |
| IGN                | 6,0/10                                 |
| Joystiq            | [ 39 ]                                 |

Эпизод начинается с результата последнего выбора прошлого эпизода. Если Сарита остаётся без руки, ходячие тут же замечают и убивают её. Также после этого, (в зависимости от выбора) Клементина вонзает топорик ей в голову, чтобы она не успела обратиться в ходячего. Если же Сарита остаётся жива она убегает с Кенни, но вскоре умирает от действия укуса.
Группа разделяется. Клементина оказывается рядом с Ребеккой и Джейн — последняя, завладев одним из зомби и оторвав ему нижнюю челюсть, превращает того в своеобразный щит, благодаря чему Клементина и Ребекка выбираются за пределы толпы. Они идут к мемориалу Гражданской войны, где бежавшие планировали встретиться после побега, но, придя туда, находят только Майка, Бонни, Кенни и умирающую Сариту (в зависимости от выбора), а Люк и Сара до сих пор отсутствуют. Джейн и Клементина отправляются на их поиски. По пути Джейн немного рассказывает о себе, в частности, то, что у неё была сестра, которую в конечном итоге пришлось бросить, так как та больше не желала сражаться за выживание. Напоследок она говорит Клементине, что из-за противоречий и ссор в её группе, которые она уже видела, рано или поздно они все «утянут её за собой». Далее Джейн обучает Клементину некоторым приёмам самообороны и выживания.
Люка и Сару они находят запершимися в трейлерном парке. Если Ник выжил в эпизоде 2, он будет найден мёртвым и обращённым за его пределами. Сара в состоянии кататонии и почти не на что не реагирует. Перед игроком стоит выбор: растормошить Сару или оставить её на съедение ходячим. Когда они возвращаются к мемориалу, то Ребекка, чувствует, что роды на подходе. Группе в срочном порядке приходится искать безопасное место и необходимые материалы для принятия родов. Майк и Бонни отправляются в музей, Джейн — на обзорную площадку, Кенни, Ребекка и Сара (в зависимости от выбора) остаются в мемориале, а Люк отправляется патрулировать мемориал. Придя к Джейн на обзорную площадку Клементина замечает, что она подойдёт для места, где Ребекка сможет спокойно родить. Внезапно на обзорный балкон приходит молодой хромоногий русскоговорящий парень Арво. Он пытается спрятать какую-то сумку. Клементина вступает с ним в контакт, однако тот выхватывает револьвер. Джейн удаётся его обезоружить. В сумке оказываются различные медикаменты. Арво говорит, что они нужны для его больной сестры, однако Джейн замечает, что лекарств гораздо больше, чем нужно одному человеку, и предлагает отобрать сумку. В зависимости от решения Клементины, сумка либо возвращается Арво, либо остаётся во владении группы. В любом случае, Джейн, угрожая револьвером, просит Арво никогда сюда не возвращаться и выпроваживает его прочь. Вскоре к месту обзора подходит Люк. Он вызывается остаться с Джейн, чтобы помочь ей открыть киоск и защитить от возможной атаки.
Клементина возвращается в мемориал, где уговаривает Кенни помочь Ребекке с родами, после чего отправляется в музей. В музее вместе с Бонни и Майком она находит старую шинель и питьевую воду для предстоящих родов. Взяв всё необходимое, они возвращаются в мемориал. Там у Ребекки отходят воды и начинаются схватки. На её крики собирается толпа мертвецов. Выжившие в срочном порядке отступают к обзорной площадке, где находят «мирно беседующих» Джейн и Люка. Кенни накидывается на Люка, так как тот должен был охранять мемориал. Тем временем мертвецы начинают забираться на веранду. Пытаясь заблокировать выход пушкой, Клементина и Люк обрушивают часть веранды. Если игрок спас Сару до этого, то она падает вместе с Джейн. Вне зависимости от действий игрока, Сара погибает, а Джейн спасается. Мертвецы наседают через полуразрушенную веранду. Клементина при помощи Майка обрушивает вторую часть веранды, обезопасив тем самым площадку. Тем временем Ребекка благополучно рожает темнокожего ребёнка — мальчика, которого решают назвать Элвин-младший, или Эй-Джей (AJ — аббревиатура «Alvin junior»). Кенни, сильно травмированный смертью Сариты, снова обретает веру, возясь с ребёнком.
Группа принимает решение заночевать. Ночью Джейн покидает группу и прощается с Клементиной. При прощании она говорит, что растить ребёнка в теперешнем мире очень опасно. Люк и Кенни решают, что делать дальше. Принимается решение отправиться в расположенный неподалёку город, который они видят с площадки. Общая усталость и недоедание сильно сказываются на группе, особенно — на Ребекке. Не в силах больше идти она просит остановиться. Кенни и Люк в очередной раз начинают спорить. В это время к группе подходит Арво и просит дать ему какие-нибудь лекарства. Внезапно группу окружают русскоязычные выжившие из группы Арво с требованием сложить оружие и отдать все вещи. Из-за языкового барьера ситуация начинает быстро накаляться. Из объяснений Арво становится только понятно, что Арво недавно ограбили и его группа считает ворами группу Клементины. В пылу перепалки Клементина в какой-то момент с ужасом замечает, что сидящая с ребёнком на руках Ребекка обратилась и тянется к малышу. В зависимости от выбора игрока, либо Клементина, либо Кенни стреляют в Ребекку, что провоцирует обе группы. Эпизод заканчивается звуками перестрелки.

### Эпизод 5 — «Назад дороги нет»
| Сводный рейтинг       | Сводный рейтинг                        |
| Агрегатор             | Оценка                                 |
| --------------------- | -------------------------------------- |
| GameRankings          | 79,19 %                                |
| Metacritic            | 80/100 (PC) 86/100 (PS3) 86/100 (Xbox) |
| Иноязычные издания    |                                        |
| Издание               | Оценка                                 |
| IGN                   | 9,5/10                                 |
| Joystiq               | [ 45 ]                                 |
| Русскоязычные издания |                                        |
| Издание               | Оценка                                 |
| «Канобу»              | 8,5/10                                 |

В завязавшейся перестрелке с группой Арво побеждает группа Клементины — из группы русских остаётся в живых только один Арво. Последнего русского убивает неожиданно объявившаяся Джейн, которая сама не может толком объяснить, почему решила вернуться. Глядя на мёртвую Ребекку герои с горечью приходят к выводу, что возможно она потеряла во время родов слишком много крови и поэтому они всё равно нечем не могли ей помочь. Из-за этого Кенни в ярости срывается на Арво, потому что тот видел, что у них грудной ребёнок, но не пытался остановить свою группу. Остальным едва удаётся остановить его. Арво, ради сохранения жизни, обещает провести всех в безопасное место с запасами продовольствия. По дороге группе приходиться заночевать на электроподстанции. Джейн пока не очень общительна, и судя по её диалогам с Клементиной, сама не очень довольна возвращением в обречённую, по её мнению, группу. В ходе беседы у костра Люк говорит о своём прошлом и объявляет о том, что сегодня его 27-й день рождения. Ради этого случая Бонни угощает всех бутылкой рома. Захмелев она проговаривается о симпатии к Люку. Клементина по очереди относит ром к Джейн и к продолжающему оставаться в хмуром расположении духа Кенни. Выпив, Джейн немного смягчается и подходит к общему костру. Кенни можно убедить простым разговором. И только Арво не хочет ни с кем общаться.
Утром группа отправляется дальше и выходит к большой замёрзшей реке в штате Северная Каролина, на противоположном берегу которой находится небольшой коттедж, к которому вёл Арво. Из леса появляются ходячие, не оставляя группе выбора. При переходе озера, из-за раненой ноги Люк отстаёт и его начинают догонять ходячие. Лёд под ним трескается и Клементина и Бонни спешат на помощь. Вне зависимости от выбора, Люк тонет, в то время как судьба Бонни в руках у игрока.
Группа заходит в дом. Кенни недоволен строением (дом в состоянии заброшенного ремонта и в нём холодно) и смертью Люка и Бонни (в зависимости от выбора). Вспышка ярости толкает его на избиение Арво до потери сознания. Остальные уже открыто не согласны с действиями Кенни (особенно после того, как они находят припасы и становится понятно, что Арво не лгал). Кенни находит на улице пикап и ему удаётся завести его. Он предлагает сразу же садиться и ехать на север в Веллингтон, где должен быть центр принимающий выживших. Однако все против этой затеи и предлагают возвращаться назад, в «Оборудование Хоу» — теперь, когда Карвер мёртв и община, скорее всего разгромлена, им нечего бояться, а там есть запасы еды, в том числе и для младенца. Ночью Клементина просыпается из-за постукивания непривязанной верёвки по окну. Она слышит непонятные звуки во дворе. Выйдя на крыльцо, Клементина обнаруживает Майка, Бонни (в зависимости от выбора) и развязанного Арво, которые собираются угнать пикап. Клементина направляет пистолет на Майка, требуя разъяснений. Майк просит не стрелять и начинает медленно подходить. У Клементины есть выбор: отдать оружие или нет. Вне зависимости от принятого решения, Арво стреляет в Клементину. Пуля попадает в район ключицы и проходит насквозь, но Клементина теряет сознание. Ей снится сон, в котором она едет в фургоне Кенни с Ли (фрагмент из 3-го эпизода первого сезона), и они обсуждают, правильно ли он поступил с Лили (в зависимости от переноса сохранений, Ли либо бросил Лили на дороге, либо посадил связанную в фургон).
Клементина приходит в себя в едущем пикапе. За рулём сидит Кенни, а рядом сидит Джейн с ребёнком. Из разговоров выясняется, что Майк и Арво (и в зависимости от выбора Бонни) сбежали, не тронув машину. Кенни направляется в Веллингтон, но Джейн против этой затеи и они начинают скандалить. Дорогу преграждает затор из брошенных машин и одновременно начинается снежная буря. Кенни уходит к затору и пропадает из видимости. Слышны выстрелы. Появляются ходячие. Клементина садится за руль и сбивает нескольких ходячих, но автомобиль застревает. Джейн с ребёнком скрывается в буране, призывая Клементину бежать. Сквозь снежный туман Клементина движется в одиночку уже практически наугад. Ей попадается заброшенная зона отдыха Вудчак, где находится Кенни. Кенни спрашивает о Джейн и ребёнке. Появляется Джейн, но без ребёнка. Кенни и Клементина шокированы, в то время как Джейн в какой-то момент шепчет Клементине, что чтобы в дальнейшем не случилось, ей не следует встревать, потому что это покажет ей настоящую сторону Кенни и она наконец поймёт, насколько он опасен. Между Кенни и Джейн начинается смертельная схватка. Клементина пытается их разнять, но у неё ничего не получается. У Клементины остаётся один из последних ключевых выборов этой игры, который радикально скажется на сюжетной линии: убить Кенни или же позволить ему убить Джейн.

### Финал
В отличие от первого сезона у второго примерно три различных концовки, и каждая из них имеет ещё несколько вариантов развития событий.
- Клементина позволяет Кенни убить Джейн. После этого они слышат детский плач и находят Эй-Джея в одной заброшенных машин — Джейн спрятала его специально, чтобы спровоцировать Кенни.
  - Кенни, Клементина с младенцем направляются в Веллингтон. Они находят Веллингтон через несколько дней, но сторожащая вход девушка Эдит сообщает, что община переполнена и они не могут принимать новых людей, но после уговоров Кенни община соглашается принять только Клементину и Эй-Джея.
    - Клементина с Эй-Джеем входят в Веллингтон и оставляют Кенни позади. Напоследок он отдаёт ей свою кепку и просит позаботиться о младенце.
    - Клементина с Эй-Джеем остаются с Кенни и уходят. Эдит на прощание советует им прийти через пару месяцев, когда место, возможно, освободится.

  - Клементина говорит, что Джейн не должна была умирать. Она либо убивает Кенни из пистолета, либо просто уходит от него. После чего, обмазав себя и Эй-Джея потрохами мертвецов, она уходит, скрываясь в толпе зомби.
- Клементина убивает Кенни, после чего Джейн показывает, что ребёнок жив и спрятан в машине.
  - Они возвращаются в лагерь Карвера, который теперь совершенно пуст. Пока они исследуют лагерь изнутри, снаружи к нему подходит семья из трёх человек: Рэнди, его жена Патриция и их сын Гилл. Они просят выживших войти в лагерь.
    - Клементина впускает семью внутрь и они, поблагодарив выживших, продолжают выживать вместе.
    - Клементина насильно заставляет семью уйти и остаётся одна с Джейн и младенцем. Семья говорит, что припомнит им этот отказ.

  - Клементина говорит, что Кенни не должен был умереть, и уходит от Джейн.

## Создание игры
| Системные требования | Системные требования                     | Системные требования                     |
| -------------------- | ---------------------------------------- | ---------------------------------------- |
|                      | Минимальные                              | Рекомендуемые                            |
| Microsoft Windows    |                                          |                                          |
| ОС                   | Windows XP SP3, Windows Vista, Windows 7 | Windows XP SP3, Windows Vista, Windows 7 |
| ЦПУ                  | двухъядерный процессор от 2.0 GHz        | четырёхъядерный процессор от 2.3 GHz     |
| Объём ОЗУ            | 3 GB                                     | 4 GB                                     |
| Место на диске       | 2 Гб свободного пространства             | 2 Гб свободного пространства             |
| Видеокарта           | 512 MB Video RAM                         | 1024 МБ Video RAM                        |
| Звуковая плата       | DirectX 9.0c совместимая карта           | DirectX 9.0c совместимая карта           |

Когда Telltale Games заключала договор на создание игры по мотивам комикса «Ходячие мертвецы», в нём было прописано создание «многолетней мультиплатформенной игры». Многолетняя серия могла появиться только после хороших продаж первого сезона. Суммарный тираж первых пяти эпизодов The Walking Dead составил 8,5 миллионов, то есть игра принесла своим создателям около сорока миллионов долларов (вместе с 6-м эпизодом — около пятидесяти миллионов долларов).
Telltale перенесла сохранение из первого сезона во второй. Также известно, что механика и игровой процесс останутся такими же, как и в первом сезоне, но графика всё же претерпит улучшения, например, в более качественной прорисовке зомби и персонажей игры. Во время выставки в Сан-Диего (Comic Con 2013) Telltale предоставила первые подробности о втором сезоне The Walking Dead. Известно, что Клементина безусловно будет частью предстоящего сезона игры. Также стало известно, что второй сезон прольёт свет на судьбу Кенни. 29 октября разработчики выпустили первый трейлер к игре. Выход второго сезона игры был намечен до рождественских праздников в США и состоялся 17 декабря 2013. Во втором сезоне герои из комикса «The Walking Dead» не присутствовали.
Летом 2018 года, благодаря уязвимости в защите Steam Web API, стало известно, что точное количество пользователей сервиса Steam, которые играли в игру хотя бы один раз, составляет 1 054 661 человек.

## The Walking Dead: Michonne
Во время E3 2015 «Telltale Games» анонсировали новую игру в серии The Walking Dead, получившую название The Walking Dead: Michonne — A Telltale Games Mini-Series. Изначально она задумывалась, как дополнение ко второму сезону, но в итоге проект развился до самостоятельного мини-сезона в три эпизода. В отличие от «400 дней» «Мишон» никак не пересекается с сезонами игры и раскрывает историю одной из главных героинь комикса, Мишон. Его действия разворачиваются между событиями 126 и 139 выпусков комикса «Ходячие мертвецы».
Релиз первого эпизода состоялся 23 февраля 2016 года, второй эпизод вышел 29 марта, третий — 26 апреля.

## Продолжение
27 июля 2014 года в San Diego на Comic-Con стало известно, что The Walking Dead: The Game продлится на 3 сезон, об этом сообщил сам создатель вселенной «Ходячих Мертвецов» Роберт Киркман. Официальная дата выхода — 20 декабря 2016 года. Все решения, которые вы сделали в конце второго сезона, повлияют на третий.

## Примечание
1. ↑  Telltale Makes Games For Everything. The International House of Mojo (27 августа 2013). Дата обращения: 1 октября 2013. Архивировано 26 сентября 2019 года.
2. 1 2 3  Steam — 2003.
3. 1 2 3 4 5 6 7  PCGamingWiki (англ.) — 2012.
4. ↑  Telltale Games Planning The Walking Dead Season Two. The Escapist. Дата обращения: 16 июля 2012. Архивировано 11 декабря 2012 года.
5. ↑  The Walking Dead Season Two Insinuated by Telltale. Joystiq. Дата обращения: 8 марта 2011. Архивировано 11 декабря 2012 года.
6. ↑  More The Walking Dead Games in the Way From Telltale, Activision. Gamasutra. Дата обращения: 8 марта 2011. Архивировано 11 декабря 2012 года.
7. ↑  Skybound - Announced (англ.) (26 февраля 2014). Архивировано 14 апреля 2016 года.
8. ↑  Alan. Some FAQs About The Walking Dead Game (англ.). The Telltale Blog (15 февраля 2012). Дата обращения: 1 ноября 2012. Архивировано 11 декабря 2012 года.
9. ↑  Рецензия The Walking Dead: Season Two Episode 1 — All That Remains. games.mail.ru. Дата обращения: 11 апреля 2014. Архивировано 23 апреля 2014 года.
10. ↑  The Walking Dead: Season Two Episode 1 - All That Remains for PC (англ.). GameRankings. Дата обращения: 15 июня 2025. Архивировано из оригинала 9 декабря 2019 года.
11. ↑  The Walking Dead: All That Remains. PC (англ.). Metacritic. Дата обращения: 24 декабря 2013. Архивировано 21 декабря 2013 года.
12. ↑  The Walking Dead: All That Remains. PS3 (англ.). Metacritic. Дата обращения: 24 декабря 2013. Архивировано 23 декабря 2013 года.
13. ↑  The Walking Dead: All That Remains. Xbox (англ.). Metacritic. Дата обращения: 24 декабря 2013. Архивировано 21 декабря 2013 года.
14. ↑  Дейер, Митч. The Walking Dead: Season Two - Episode 1 Review (англ.). IGN (17 декабря 2013). Дата обращения: 24 декабря 2013. Архивировано 24 декабря 2013 года.
15. ↑  Кондит, Джесика. The Walking Dead Season 2, Episode 1 review: Oh, damn it all (англ.). Joystiq (17 декабря 2013). Дата обращения: 24 декабря 2013. Архивировано 20 декабря 2013 года.
16. ↑  The Walking Dead Season 2 — Episode 1. Человек человеку зомби. PlayGround.ru (24 декабря 2013). Дата обращения: 24 декабря 2013. Архивировано 25 декабря 2013 года.
17. ↑  The Walking Dead: All That Remains Рецензия. Игромания (21 декабря 2013). Дата обращения: 24 декабря 2013. Архивировано 25 декабря 2013 года.
18. ↑  The Walking Dead: All That Remains Рецензия. Kanobu.ru (18 декабря 2013). Дата обращения: 24 декабря 2013. Архивировано из оригинала 25 декабря 2013 года.
19. ↑  The Walking Dead: Season Two Episode 2 - A House Divided for PC (англ.). GameRankings. Дата обращения: 4 июля 2025. Архивировано из оригинала 9 декабря 2019 года.
20. ↑  The Walking Dead: A House Divided. PC (англ.). Metacritic. Дата обращения: 4 мая 2014. Архивировано 14 марта 2014 года.
21. ↑  The Walking Dead: A House Divided. PS3 (англ.). Metacritic. Дата обращения: 4 мая 2014. Архивировано 6 марта 2014 года.
22. ↑  The Walking Dead: A House Divided. Xbox (англ.). Metacritic. Дата обращения: 4 мая 2014. Архивировано 21 марта 2014 года.
23. ↑  Дейер, Митч. The Walking Dead: Season Two - Episode 2 Review (англ.). IGN (4 марта 2014). Дата обращения: 4 мая 2014. Архивировано 13 апреля 2014 года.
24. ↑  Кондит, Джесика. The Walking Dead Season 2, Episode 2 review: Body count (англ.). Joystiq (4 марта 2014). Дата обращения: 4 мая 2014. Архивировано 8 мая 2014 года.
25. ↑  Михнов, Вадим. The Walking Dead: House Divided манипулирует игроком. Kanobu.ru (6 марта 2014). Дата обращения: 16 марта 2014. Архивировано из оригинала 17 марта 2014 года.
26. ↑  The Walking Dead: Season Two Episode 3 - In Harm's Way for PC (англ.). GameRankings. Дата обращения: 4 июля 2025. Архивировано из оригинала 9 декабря 2019 года.
27. ↑  The Walking Dead: Season Two Episode 3 - In Harm's Way for Xbox 360 (англ.). GameRankings. Дата обращения: 4 июля 2025. Архивировано из оригинала 9 декабря 2019 года.
28. ↑  The Walking Dead: In Harm's Way. PC (англ.). Metacritic. Дата обращения: 14 мая 2014. Архивировано 16 мая 2014 года.
29. ↑  The Walking Dead: In Harm's Way. PS3 (англ.). Metacritic. Дата обращения: 14 мая 2014. Архивировано 17 мая 2014 года.
30. ↑  The Walking Dead: In Harm's Way. Xbox (англ.). Metacritic. Дата обращения: 14 мая 2014. Архивировано 17 мая 2014 года.
31. ↑  Дейер, Митч. The Walking Dead: Season Two - Episode 3 Review (англ.). IGN (13 мая 2014). Дата обращения: 14 мая 2014. Архивировано 15 мая 2014 года.
32. ↑  Кондит, Джесика. The Walking Dead Season 2, Episode 3 review: Guts (англ.). Joystiq (13 мая 2014). Дата обращения: 14 мая 2014. Архивировано 14 мая 2014 года.
33. ↑  Михнов, Вадим. The Walking Dead: Season Two Episode 3 In Harm’s Way разогревает сезон. Kanobu.ru (15 мая 2014). Дата обращения: 17 мая 2014. Архивировано из оригинала 17 мая 2014 года.
34. ↑  The Walking Dead: Season Two Episode 4 - Amid the Ruins for PC (англ.). GameRankings. Дата обращения: 7 июля 2025. Архивировано из оригинала 9 декабря 2019 года.
35. ↑  The Walking Dead: Season Two Episode 4 - Amid the Ruins. PC (англ.). Metacritic. Дата обращения: 30 июля 2014. Архивировано 2 августа 2014 года.
36. ↑  The Walking Dead: Amid the Ruins. PS3 (англ.). Metacritic. Дата обращения: 30 июля 2014. Архивировано 26 июля 2014 года.
37. ↑  The Walking Dead: Amid the Ruins. Xbox (англ.). Metacritic. Дата обращения: 30 июля 2014. Архивировано 26 июля 2014 года.
38. ↑  The Walking Dead: Season Two - Episode 4 Review (англ.). IGN (23 июля 2014).
39. ↑  The Walking Dead Season 2, Episode 4 review: Life and Death (англ.). Joystiq (22 июля 2014). Дата обращения: 30 июля 2014. Архивировано 29 июля 2014 года.
40. ↑  The Walking Dead: Season Two Episode 5 - No Going Back for PC (англ.). GameRankings. Дата обращения: 7 июля 2025. Архивировано из оригинала 9 декабря 2019 года.
41. ↑  metacritic.com «The Walking Dead: Season Two Episode 5 - No Going Back» (англ.). Metacritic. Дата обращения: 28 августа 2014. Архивировано 29 августа 2014 года.
42. ↑  The Walking Dead: No Going Back. PS3 (англ.). Metacritic. Дата обращения: 28 августа 2014. Архивировано 29 августа 2014 года.
43. ↑  The Walking Dead: No Going Back. Xbox (англ.). Metacritic. Дата обращения: 28 августа 2014. Архивировано 29 августа 2014 года.
44. ↑  The Walking Dead: Season Two - Episode 5 Review (англ.). IGN (26 августа 2014). Дата обращения: 28 августа 2014. Архивировано 6 сентября 2015 года.
45. ↑  The Walking Dead Season 2, Episode 5 review: Exit Wounds (англ.). Joystiq (26 августа 2014).
46. ↑  Ежов, Дмитрий. Telltale оставляет лишь проблеск надежды. Kanobu.ru (4 сентября 2014). Дата обращения: 26 сентября 2014. Архивировано из оригинала 7 сентября 2014 года.
47. ↑  Страница The Walking Dead Season Two в Steam. Steam. Дата обращения: 30 апреля 2020. Архивировано 27 апреля 2020 года.
48. ↑  Walking Dead Video Game Lives. IGN (17 февраля 2011). Дата обращения: 9 октября 2012. Архивировано 29 января 2013 года.
49. ↑  Суммарный тираж первых пяти эпизодов The Walking Dead составил 8.5 миллионов. PG.ru (7 января 2013). Дата обращения: 8 января 2013. Архивировано 27 января 2013 года.
50. ↑  Kyle Orland. Valve leaks Steam game player counts; we have the numbers. Valve plugged the hole, but important data has already escaped. (англ.). Ars Technica (7 июля 2018). Дата обращения: 30 апреля 2022. Архивировано 10 июля 2018 года.